# La Mafia (série télévisée)
Pour les articles homonymes, voir La Mafia et Mafia (homonymie).
La Mafia (en italien : La piovra, « La Pieuvre ») est un feuilleton télévisé italien en dix télésuites de 200 à 600 minutes, créé par Sergio Silva et diffusé à partir du 11 mars 1984 sur la Rai Uno.

## Synopsis
Dans ce feuilleton, on suit d'abord le commissaire Corrado Cattani qui commence une lutte contre la mafia, puis on suit le commissaire Davide Licata. C'est le juge Conti qui termine l'histoire.

## Distribution
- Michele Placido : Commissaire Corrado Cattani
- Florinda Bolkan : Comtesse Olga Camastra
- Alain Cuny : Nicola Antinari
- Francisco Rabal : Abbott Lovano
- Marie Laforêt : Anna Antinari
- Pierre Vaneck : Carlo Antinari
- Paul Guers : Professeur Gianfranco Laudeo
- Vittorio Mezzogiorno : Commissaire Davide Licata
- Claudine Auger : Annunziata Linori
- Raoul Bova : Vice-commissaire Gianni Breda puis Capitaine Carlo Arcuti
- Patricia Millardet : Juge Silvia Conti
- François Périer : Avocat Terrasini
- Bruno Cremer : Antonio Espinosa
- Giuliana De Sio : Giulia Antinari
- Nicole Jamet : Elsa Cattani
- Barbara De Rossi : Titti Pecci Scialoja
- Vanni Corbellini : Andrea Linori
- Martin Balsam : Frank Carrisi
- Angelo Infanti : Sante Cirrinà
- Anja Kling : Barbara Altamura
- Luigi Pistilli : Giovanni Linori
- Orazio Orlando : Hannibal Corvo
- Ray Lovelock : Simon Barth
- Tony Sperandeo : Turri
- Fabrizio Contri : Baron Francesco Altamura
- Ennio Fantastichini : Saverio Bronta
- Remo Girone (en) : Gaetano "Tano" Cariddi
- Pierre Mondy : Amileano Brenno
- Alberto Maria Merli

## Épisodes
1. La Mafia (La piovra)
2. La Mafia 2 (La piovra 2)
3. La Mafia 3 (La piovra 3)
4. La Mafia 4 (La piovra 4 - Raid contre La Mafia)
5. La Mafia 5 (La piovra 5 - Mort à Palerme)
6. La Mafia 6 (La piovra 6 - L'ultime secret)
7. La Mafia 7 (La piovra 7)
8. La Mafia 8 (La piovra 8 - Lo scandalo)
9. La Mafia 9 (La piovra 9 - Il patto)
10. La Mafia 10 (La piovra 10)

## Commentaires
Ce feuilleton est l'un des plus grands succès de la télévision italienne. Définie par tout le monde comme la plus grande série télévisée italienne, La Mafia a été distribuée dans plus de 80 pays, comme en Allemagne et en Roumanie où elle a eu un succès énorme, mais aussi aux États-Unis ainsi que dans d'autres pays où seule la première saison a été diffusée, comme la France.
Michele Placido, qui interprète le rôle du commissaire Corrado Cattani, aura toujours ce personnage qui lui collera à la peau.